# Ali Aref Bourhan
Ali Aref Bourhan (Djibouti 1934) és un polític de Djibouti, besnet d'Abu Bakr Pasha, un dels responsables de la presència francesa a Obock, i net de Bourhan Bey.
Va treballar al servei de l'ensenyament i com a deixeble del fourlaba Mahamoud Harbi (que fou el primer vicepresident del consell de govern el 1957 fins al desembre de 1958) va militar al "Club de la jeunesse Somalis et Danakils", i va participar en política sent elegit diputat per Tadjoura (Tadjourah) a la llista d'Harbi. El 1958 fou escollit altre cop a la llista d'Ibrahim Mohamed Sultan. El 1960 fou escollit com a vicepresident del consell de govern, la presidència del qual tenia el governador francès.
El 1963 va presentar la seva pròpia llista i fou escollit. Va dimitir el setembre de 1966 després de les manifestacions per la independència quan Charles de Gaulle va visitar el territori llavors anomenat Costa Francesa dels Somalis. El març de 1967 va fer campanya a favor del manteniment de la sobirania francesa, que va obtenir el 60% i en què va tenir el suport de la majoria dels polítics àfars. El 18 de maig va retornar a la vicepresidència del consell de govern.
Després de la reforma administrativa del 5 de juliol de 1967 que va donar al país el nom de Territori Francès dels Àfars i dels Isses, va ser nomenat president del consell de govern (7 de juliol). Fou reelegit diputat el novembre de 1968 amb una llista anomenada "Llista pel progrés i la defensa dels interessos del TFAI" i va obtenir 23 escons (de 32), i encara els seus aliats de la Unió Democràtica Issa van obtenir tres escons més. Va perdre el suport francès i progressivament els electes el van abandonar i es van passar a l'oposició, fins que va haver de dimitir quan es va quedar amb només 16 escons (29 de juliol de 1976). El país va accedir poc després a la independència (27 de juny de 1977). Bourhan va encapçalar l'oposició fins al 1981 quan es va establir el règim de partit únic.
El 8 i 9 de gener de 1991 fou acusat d'instigar un cop d'estat que va fracassar, i fou detingut i condemnat a deu anys de presó però finalment alliberat el desembre del 1994. Després va passar a la vida privada.